# Tilen Grah
Tilen Grah, slovenski fotomodel in nekdanji nogometaš, * 10. avgust 1996, Ptuj
Je mister Slovenije 2016. Študiral je na Fakulteti za podjetništvo na Gea College. Leta 2016 je začel z YouTube kanalom, ki ima danes 18 tisoč naročnikov.

## Zgodnja leta
Na Ptuju je obiskoval OŠ Olge Meglič in športno gimnazijo.
Preizkusil se je v več športih, igral je v 1. in 2. slovenski nogometni kadetski ligi.

## Hobiji
Ukvarja se s fitnesom. Visok je 183 centimetrov. Ima mlajšo sestro.